# Славко Радовановић
Славко Радовановић (Земун, 24. август 1962) бивши је српски фудбалер.

## Каријера
Започео је фудбалску каријеру почетком осамдесетих у београдској Црвеној звезди. У овом клубу је играо од 1980. до 1989. године, а у међувремену једну сезону је провео у Сутјесци из Никшића. Са црвено белима је освојио три титуле првака Југославије, 1981, 1984 и 1988.
Дао је гол за Звезду на првој утакмици против белгијског Клуб Брижа у другом колу Купа УЕФА 1987/88. У реванш утакмици Црвена звезда је изгубила са 4:0, а Радовановић је постигао аутогол. Играо је на чувеној првој утакмици четвртфинала Купа шампиона 1987. године против Реала из Мадрида (резултат 4:2).
Каријеру је наставио у Француској, играо је за Авињон у Другој лиги од 1989. до 1991. године, затим за ФК По од 1991. до 1996. године.
Отац је тенисерке Грације Радовановић.

## Успеси
Црвена звезда
- Првенство Југославије (3): 1981, 1984, 1988.
- Куп Југославије (1): 1982.